# Retail Renault Group
Pour les articles homonymes, voir RRG.
Retail Renault Group, filiale de distribution de Renault Group depuis 25 ans, est leader en Europe sur les activités de vente de véhicules neufs et d'occasion et services associés ainsi que de l'après-vente (entretien, réparation mécanique et carrosserie, le financement, les services rapides, la distribution de pièces de rechange, la location de véhicules).
RRG distribue à travers l’Europe, les différentes marques du groupe.

## Historique
- Depuis 1898, le constructeur Renault développe ses propres structures de distribution à côté du réseau des concessionnaires privés[3].
- En 1996,  le Renault Group dispose de 60 filiales
- En 1997,  Création de Renault France Automobiles (RFA). Filiale du constructeur spécialisée dans la distribution en France des véhicules de Renault Group dans les grandes agglomérations.
- En 2001,  Création de Renault Europe Automobiles (REA). Extension de la logique française à l'Europe Occidentale puis Centrale.
- En 2005, Renault Europe Automobiles devient REA Group, numéro 1 de la distribution en Europe des marques Renault, Renault Pro+, Nissan et Dacia.
- En 2008, REA Group est devenu Renault Retail Group[4].
- En 2022, Renault Retail Group devient Retail Renault Group.

## Fonctionnement
Retail Renault Group est une Business Unit qui réunit plusieurs sociétés distinctes sur le plan juridique, mais qui fonctionne comme une entité unique, avec un management transversal dans 5 pays en Europe. 
Le réseau Retail Renault Group est « l’entité de distribution » qui appartient en propre au constructeur. Avec près de 5 500 collaborateurs répartis sur 100 sites et établissements, Retail Renault Group est chargé de la commercialisation des marques Renault, Dacia, Alpine, Renault Pro+ et Nissan dans les grandes villes européennes. 
Retail Renault Group est rattaché à la Direction Générale Ajointe Commerciale de Renault.

## Activités
Retail Renault Group dispose de corps de métiers diversifiés, essentiellement répartis entre la vente et l’après-vente. 
L’activité vente rassemble : 
- la vente de véhicules neufs,
- la vente de véhicules d’occasion,
- la vente de services associés tels que le financement, l’assurance et la location.

L’après-vente quant à elle regroupe les activités liées à l’entretien et à la réparation c'est-à-dire : 
- la vente de pièces de rechange,
- la carrosserie,
- la mécanique,
- l’assistance dépannage,
- l'entretien du véhicule

## Données chiffrées
En 2023, Retail Renault Group c’est : 
- 4 marques : Renault, Dacia, Alpine et Nissan
- 110 sites
- 5 500 salariés
- 235 000 véhicules vendus (150 000 VN et 85 000 VO).
- 5,6 milliards € de chiffre d'affaires
- 5 pays d’implantation[6] : Allemagne, Espagne, France, Royaume-Uni, Suisse.